# مذكرات عابر سبيل

مذكرات عابر سبيل (يحيى حقي) 1991

مذكرات عابر سبيل هي مذكرات وسيرة ذاتية للكاتب يحيى حقي صدرت عن دار نهضة مصر للنشر  في عام 1991، في 120 صفحة، وذلك بعد توقفه عن الكتابة لعدة سنوات.
يقول يحيى حقي (الحائز على جائزة الملك فيصل العالمية 1990) في تقديمه لمذكراته: "هذه مذكرات عابر سبيل، أرويها عفو الخاطر تاركاً نفسي على سجيتها، والحبل على الغارب، لا أعتمد فيها إلا على الذاكرة، والذاكرة خؤون.. يكفيني أن تخرج هذه المذكرات كأنها نجوى تدور بيني وبين نفسي، ملتزماً فيها الصدق والصراحة والنفع، مهتمًّا بالعبرة لا بالتفاصيل.. أسير في هذه المذكرات كما سرتُ في حياتي، أفرد الشراع وأقول لزورقي، والبحر المخوف أمامه: "خليها على الله".
سئل يحيى حقي قبل وفاته بسنوات عن العوامل التي شكّلت مسيرته الأدبية فأجاب: بعض المنعطفات المهمة في حياتي ليس لي دخل فيها مثل نشأتي في أسرة تحب الثقافة وتعشق القراءة، وعملي في الصعيد أتاح لي اكتساب تجارب كان لها تأثيرها المهم في حياتي، أما انخراطي في السلك الدبلوماسي فقد مكّنني من مخالطة شعوب عديدة وأعطاني شيئاً مهماً جداً في حياة الفنان وهو البعد الزماني والمكاني من التجربة".

## أقوال من المذكرات
- من حسن الحظ ألا ينقطع عن ذكرك أناس، وألا ينقطع عن نسيانك أناس، وأن ينساك أناس ثم يذكروك.
- تخفي المرأة عمرها وتخفي أيضاً قياس قدمها، فما دخلت محلاً لبيع الأحذية إلا لاحظت أن كل امرأة تذكر أولاً لقياس قدمها رقماً يقل عن حقيقتها.
- نعم قد نتخلى عن التراث كله، لكن هناك شيئاً واحداً لا يمكن أن يقبل هذا التخلي وإلا انهدمت فنوننا، بل حياتنا كلها، وهو اللغة، فاللغة هي التي تشكل الفكر، فكرنا، وليست لنا لغة إلا تلك التي ورثناها، قابلة للتطور من جيل إلى جيل، ولكنها تظل اللغة العربية الفصحى بعبقريتها المتفردة، وسليقتها الفذة.

## نقد وتعليقات
كتب محمد سيد بركة على موقع العربي: «سيرة ذاتية ليحيى حقي مثلها مثل السِيَر الذاتية التي كتبها أدباء آخرون. ولقد سماه مذكرات، ولكنه سرعان ما ذكر أنها مذكرات عابر سبيل أي ليست مذكرات مقيم يذكر تاريخ الحدث بالساعة واليوم ويوثقه في مصلحة الشهر العقاري ولا يكتفي بذلك.. إنها مذكرات عابر سبيل يرويها عفو الخاطر تاركاً نفسه على سجيتها والحبل على الغارب».
قدمت رحاب عيسوي، على موقع «آي ريد»، الكاتب يحيى حقي للقاريء قائلة: «هو من أبحر بنا في دنيا المعرفة حاملاً بذراعه حقيبة في يد مسافر وظل يكتب أثناء رحلته خطوات في النقد على صفحات مذكرات عابر سبيل يسرد لنا فيها أفكار أنشودة البساطة والدعابة في المجتمع المصري التي تأتي له من فيض الكريم، ولكنه لا يضع عنوان لها مخاطبنا دائما ألم أقل لك، اترك لك اختيار العنوان».

## وصلات خارجية
http://booklikes.com/book/book,5718792 مذكرات عابر سبيل
https://www.goodreads.com/book/show/7041921 مذكرات عابر سبيل